# Saint-Thomas-en-Argonne
Saint-Thomas-en-Argonne ist eine französische Gemeinde mit 37 Einwohnern (Stand: 1. Januar 2022) im Département Marne in der Region Grand Est (bis 2015 Champagne-Ardenne). Sie gehört zum Arrondissement Châlons-en-Champagne und zum Gemeindeverband L’Argonne Champenoise.

## Geografie
Die Gemeinde Saint-Thomas-en-Argonne liegt etwa 43 Kilometer westlich von Verdun am rechten Ufer des Flusses Aisne. Die Aisne bildet nicht nur die westliche Gemeindegrenze von Saint-Thomas-en-Argonne, sondern trennt auch die Landschaft der Argonnen im Osten von der „Trockenen Champagne“ im Westen. Das Gebiet der 4,41 km² umfassenden Gemeinde erstreckt sich vom Ufer der Aisne auf 125 m über dem Meer nach Nordosten auf die waldreichen Ausläufer der Argonnen. Im äußersten Nordosten wird mit 185 m über Meereshöhe der höchste Punkt in der Gemeinde erreicht. Hier wurde ein Soldatenfriedhof angelegt. Im Norden hat die Gemeinde einen Anteil am Naturschutzgebiet des großen Waldes Forêt Domaniale de Servon-Melzicourt. Im Süden der Gemeinde mündet das Flüsschen Biesme in die Aisne. Das Dorf Saint-Thomas liegt auf einem Plateau nahe der steilen Kante, die das Gelände um 25 Höhenmeter zum Aisnetal abfallen lässt. Umgeben wird Saint-Thomas-en-Argonne von den Nachbargemeinden Servon-Melzicourt im Westen und Norden, Vienne-le-Château im Osten und Süden sowie Vienne-la-Ville im Südwesten.

## Geschichte

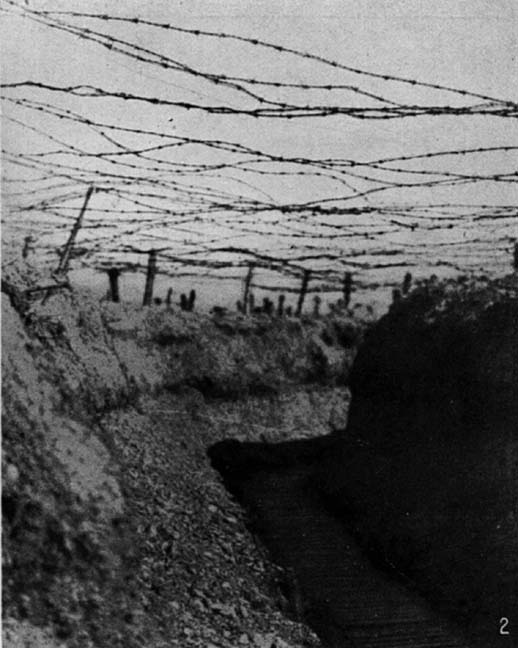
Schützengraben 1917 bei Saint-Thomas

Das im Jahr 1096 gegründete Priorat Saint-Thomas war von der Abtei Saint-Remi in Reims abhängig; die Privilegien des Priorats wurden 1182 von Papst Lucius III. bestätigt. Das Klosterleben endete um 1530 und im 18. Jahrhundert war das Priorat die Kirche des Pfarrers der Nachbargemeinde Vienne-le-Château; Die Klostergebäude wurden um 1633 zerstört und das letzte Inventar 1792 verkauft. Die heutige Pfarrkirche gehört zum Dekanat Cernay-en-Dormois in der Diözese Reims.
Während der Französischen Revolution trug die Gemeinde die Namen Bel-Air-sur-Aisne und Mont-Aisne. Erst im Jahr 1921 bekam Saint-Thomas den Namenszusatz -en-Argonne.
Das Dorf wurde im Ersten Weltkrieg vollständig zerstört. Der Wiederaufbau von Saint-Thomas erfolgte in den 1920er Jahren; das Rathaus- und Schulgebäude wurde 1923 mit Hilfe der nahe Paris gelegenen Stadt Courbevoie errichtet.

### Bevölkerungsentwicklung
| Jahr      | 1962 | 1968 | 1975 | 1982 | 1990 | 1999 | 2006 | 2012 | 2022 |
| Einwohner | 83   | 84   | 78   | 59   | 53   | 51   | 44   | 38   | 37   |

Im Jahr 1861 wurde mit 212 Bewohnern die bisher höchste Einwohnerzahl ermittelt.

## Sehenswürdigkeiten
- Kirche Saint-Thomas, 1823 errichtet, im Ersten Weltkrieg zerstört, 1925 wiederhergestellt (nur eine Treppe der alten Kirche ist erhalten geblieben)
- Nationale Nekropole (Soldatenfriedhof)[6]
- Kapelle Poilus
- Calvaire

## Wirtschaft und Infrastruktur
In Saint-Thomas-en-Argonne sind ein Landwirtschaftsbetrieb (Getreideanbau) und ein Forstbetrieb ansässig.
Saint-Thomas-en-Argonne ist durch Nebenstraßen mit den benachbarten Gemeinden verbunden. In der zwölf Kilometer südlich gelegenen Kleinstadt Sainte-Menehould besteht ein Anschluss an die Autoroute A 4 von Paris nach Straßburg.

## Belege
1. ↑  Geschichtsabriss auf culture.gov.fr (französisch)
2. ↑  Ortsnamen auf cassini.ehess.fr
3. ↑  Wiederaufbau auf culture.gov.fr (französisch)
4. ↑  Saint-Thomas-en-Argonne auf cassini.ehess.fr
5. ↑  Dossier complet Commune de Saint-Thomas-en-Argonne (51519), auf insee.fr
6. ↑  La nécropole nationale de Saint-Thomas-en-Argonne ( Marne ) (Memento vom 24. Juli 2018), auf archive.wikiwix.com
7. ↑  Landwirtschaftsbetrieb auf annuaire-mairie.fr (französisch)
8. ↑  Forstbetrieb auf annuaire-mairie.fr (französisch)